# King Abdullah Sports City Stadium
Das King Abdullah Sports City Stadium (arabisch مدينة الملك عبدالله الرياضية) ist ein Fußballstadion, etwa 25 Kilometer im Norden der Millionenstadt Dschidda, in der King Abdullah Sports City. Die drei Tribünenringen bieten 62.345 Sitzplätze. Es ist das größte Stadion der Stadt und nach dem König-Fahd-Stadion das zweitgrößte des Landes. Es ist die Heimspielstätte der Fußballvereine al-Ahli und Ittihad FC.
Am 16. Januar 2019 fand die Supercoppa Italiana 2018 zwischen dem Doublegewinner Juventus Turin und dem Pokalfinalisten AC Mailand (1:0) im Stadion statt.
Am 7. Juni 2019 hielt die US-amerikanische Wrestlingliga WWE im King Abdullah Sports City Stadium die Großveranstaltung WWE Super Showdown ab. 
Ab Januar 2020 sollte die Supercopa de España dreimal im Stadion von Dschidda ausgetragen werden. Es blieb bei der Austragung 2020. Die weiteren geplanten Endspiele der Supercopa fanden 2021 im Estadio de La Cartuja in Sevilla und 2022 im König-Fahd-Stadion in Riad statt. Im Mai 2025 fand im Stadion das Finale der AFC Champions League Elite zwischen al-Ahli und Kawasaki Frontale aus Japan statt. Die saudi-arabische Mannschaft gewann mit 2:0.